# Nyctemera chloroplaca
Nyctemera chloroplaca là một loài bướm đêm thuộc phân họ Arctiinae, họ Erebidae.